# Liste der Kulturdenkmale im Kreis Dithmarschen
In der Liste der Kulturdenkmale im Kreis Dithmarschen sind die Kulturdenkmale im schleswig-holsteinischen Kreis Dithmarschen aufgelistet (Stand: 10. März 2025). 
Grundlage der Einzellisten sind die in den jeweiligen Listen angegebenen Quellen. Die Angaben in den einzelnen Listen ersetzen nicht die rechtsverbindliche Auskunft der zuständigen Denkmalschutzbehörde. Die erforderlichen Denkmaleigenschaften werden im Denkmalschutzgesetz von Schleswig-Holstein festgeschrieben.
Die Bodendenkmale sind in der Liste der Bodendenkmale im Kreis Dithmarschen erfasst.

## Übersicht
| Gemeinde/ Stadt                  | Kulturdenkmalliste                                           | Wappen | Lage | Bild eines Kulturdenkmals |
| -------------------------------- | ------------------------------------------------------------ | ------ | ---- | ------------------------- |
| Albersdorf (Holstein)            | Liste der Kulturdenkmale in Albersdorf (Holstein)            |        |      |                           |
| Barlt                            | Liste der Kulturdenkmale in Barlt                            |        |      |                           |
| Brunsbüttel                      | Liste der Kulturdenkmale in Brunsbüttel                      |        |      |                           |
| Buchholz (Dithmarschen)          | Liste der Kulturdenkmale in Buchholz (Dithmarschen)          |        |      |                           |
| Burg (Dithmarschen)              | Liste der Kulturdenkmale in Burg (Dithmarschen)              |        |      |                           |
| Büsum                            | Liste der Kulturdenkmale in Büsum                            |        |      |                           |
| Dellstedt                        | Liste der Kulturdenkmale in Dellstedt                        |        |      |                           |
| Delve                            | Liste der Kulturdenkmale in Delve                            |        |      |                           |
| Dörpling                         | Liste der Kulturdenkmale in Dörpling                         |        |      |                           |
| Eddelak                          | Liste der Kulturdenkmale in Eddelak                          |        |      |                           |
| Eggstedt                         | Liste der Kulturdenkmale in Eggstedt                         |        |      |                           |
| Epenwöhrden                      | Liste der Kulturdenkmale in Epenwöhrden                      |        |      |                           |
| Fedderingen                      | Liste der Kulturdenkmale in Fedderingen                      |        |      |                           |
| Friedrichskoog                   | Liste der Kulturdenkmale in Friedrichskoog                   |        |      |                           |
| Großenrade                       | Liste der Kulturdenkmale in Großenrade                       |        |      |                           |
| Gudendorf                        | Liste der Kulturdenkmale in Gudendorf                        |        |      |                           |
| Heide                            | Liste der Kulturdenkmale in Heide (Holstein)                 |        |      |                           |
| Hellschen-Heringsand-Unterschaar | Liste der Kulturdenkmale in Hellschen-Heringsand-Unterschaar |        |      |                           |
| Hemme                            | Liste der Kulturdenkmale in Hemme                            |        |      |                           |
| Hemmingstedt                     | Liste der Kulturdenkmale in Hemmingstedt                     |        |      |                           |
| Hennstedt                        | Liste der Kulturdenkmale in Hennstedt (Dithmarschen)         |        |      |                           |
| Hochdonn                         | Liste der Kulturdenkmale in Hochdonn                         |        |      |                           |
| Hollingstedt                     | Liste der Kulturdenkmale in Hollingstedt (Dithmarschen)      |        |      |                           |
| Kleve                            | Liste der Kulturdenkmale in Kleve (Dithmarschen)             |        |      |                           |
| Kronprinzenkoog                  | Liste der Kulturdenkmale in Kronprinzenkoog                  |        |      |                           |
| Krumstedt                        | Liste der Kulturdenkmale in Krumstedt                        |        |      |                           |
| Kuden                            | Liste der Kulturdenkmale in Kuden                            |        |      |                           |
| Lohe-Rickelshof                  | Liste der Kulturdenkmale in Lohe-Rickelshof                  |        |      |                           |
| Lunden                           | Liste der Kulturdenkmale in Lunden                           |        |      |                           |
| Marne                            | Liste der Kulturdenkmale in Marne (Holstein)                 |        |      |                           |
| Meldorf                          | Liste der Kulturdenkmale in Meldorf                          |        |      |                           |
| Neuenkirchen (Dithmarschen)      | Liste der Kulturdenkmale in Neuenkirchen (Dithmarschen)      |        |      |                           |
| Neufeld (Dithmarschen)           | Liste der Kulturdenkmale in Neufeld (Dithmarschen)           |        |      |                           |
| Nordhastedt                      | Liste der Kulturdenkmale in Nordhastedt                      |        |      |                           |
| Nordermeldorf                    | Liste der Kulturdenkmale in Nordermeldorf                    |        |      |                           |
| Norderwöhrden                    | Liste der Kulturdenkmale in Norderwöhrden                    |        |      |                           |
| Osterrade                        | Liste der Kulturdenkmale in Osterrade                        |        |      |                           |
| Pahlen                           | Liste der Kulturdenkmale in Pahlen                           |        |      |                           |
| Reinsbüttel                      | Liste der Kulturdenkmale in Reinsbüttel                      |        |      |                           |
| Sankt Annen (Dithmarschen)       | Liste der Kulturdenkmale in Sankt Annen (Dithmarschen)       |        |      |                           |
| Sankt Michaelisdonn              | Liste der Kulturdenkmale in Sankt Michaelisdonn              |        |      |                           |
| Schafstedt                       | Liste der Kulturdenkmale in Schafstedt                       |        |      |                           |
| Schlichting                      | Liste der Kulturdenkmale in Schlichting                      |        |      |                           |
| Süderhastedt                     | Liste der Kulturdenkmale in Süderhastedt                     |        |      |                           |
| Tellingstedt                     | Liste der Kulturdenkmale in Tellingstedt                     |        |      |                           |
| Volsemenhusen                    | Liste der Kulturdenkmale in Volsemenhusen                    |        |      |                           |
| Wallen (Dithmarschen)            | Liste der Kulturdenkmale in Wallen (Dithmarschen)            |        |      |                           |
| Weddingstedt                     | Liste der Kulturdenkmale in Weddingstedt                     |        |      |                           |
| Wesselburen                      | Liste der Kulturdenkmale in Wesselburen                      |        |      |                           |
| Westerdeichstrich                | Liste der Kulturdenkmale in Westerdeichstrich                |        |      |                           |
| Windbergen                       | Liste der Kulturdenkmale in Windbergen                       |        |      |                           |
| Wöhrden                          | Liste der Kulturdenkmale in Wöhrden                          |        |      |                           |
| Wrohm                            | Liste der Kulturdenkmale in Wrohm                            |        |      |                           |